# Le Principe espérance

Le Principe espérance (Das Prinzip Hoffnung en allemand) est le magnum opus du philosophe marxiste Ernst Bloch. Publié en trois volumes, entre 1954, 1955 et 1959, le philosophe y réfléchit sur les utopies et leur présence dans les arts, la littérature, la religion, et toute autre forme d'expression culturelle.
Bloch montre que l'élaboration d'utopies est une fonction essentielle de la conscience humaine par laquelle elle esquisse les traits d'un monde meilleur.

## Présentation de l’œuvre
Le Principe espérance est rédigé par Bloch pendant son exil aux États-Unis entre 1938 et 1947. S'il avait émigré en Amérique en 1938, il décide de retourner en Europe en 1949, et devient un professeur de philosophie en République démocratique allemande. Il y remanie les brouillons de l'ouvrage. La publication est retardée par les pressions politiques exercées sur lui en RDA, du fait de son hétérodoxie philosophique.
Le livre est traduit en français par Françoise Wuilmart en 1977.

## Contenu

### La conscience anticipante
Bloch fonde sa pensée sur l'utopie dans une critique de la psychanalyse. Si la théorie freudienne est en grande partie juste, Bloch la considère comme incomplète, car elle néglige selon lui le rôle des conditions sociales, et notamment de la subsomption entendue dans son sens marxiste, dans le modelage de la personnalité et des pulsions. Bloch note que l'homme est un être de désir, un conquérant de la vie, ce qui le conduit inévitablement à fantasmer, rêver, éprouver de la nostalgie ou des ressentiments.
Le rêve exprime ainsi les souhaits refoulés par notre inconscient, une censure du Moi par le Surmoi. Le rêve nocturne nous montre ce qui n'est pas encore accompli et que nous ambitionnons, ce qui nous permet de penser un monde meilleur. Ainsi s'enchevêtrent le rêve nocturne, qui nous montre une image ce que nous voulons accomplir et dont nous manquons, et le rêve éveillé, où notre Moi conquérant peut se donner le moyen d'un monde meilleur.
Aussi, un des défauts de la psychanalyse est qu'elle ne théorise pas le préconscient. Pour Bloch, ce préconscient est le lieu d'où surgit le non-encore-conscient, qui pourtant s'exprime dans le rêve éveillé et nous permet d'anticiper ce qui n'est pas encore advenu. L'inspiration naît lorsque le génie, qui est une disposition à la créativité, coïncide avec une époque propice ; les conditions économiques et sociales, conformément à la doctrine marxiste, influent sur les idées (cf. matérialisme historique).
Ce non-encore-conscient est le foyer de l'utopie, il est ce qui exerce la fonction utopique de la conscience, car il lui donne à voir des représentations imaginaires de ce qui est possible dans le futur. Cela vaut pour les idées politiques comme pour les œuvres d'art novatrices : les grandes œuvres d'art sont constamment d'actualité, elles bénéficient d'une "éternelle jeunesse", car elle survivent au dépérissement de la classe qui l'a produite ; et ce parce que c'est la fonction utopique qui a présidé à leur création.

### L'utopisme inscrit dans lapraxismarxiste
L'utopie, par définition, ouvre le champ de l'imaginaire et donc des possibles. Bloch distingue ainsi la possibilité factuelle, liée à un état donné des connaissances à un moment donné, de la possibilité objective, qui se rapporte à la structure-même de l'objet, de la possibilité réelle, qui recouvre les potentialités futures d'un objet en devenir vers d'autres possibles.
Bloch conçoit l'utopisme dans une dialectique entre l'imaginaire et le concret. L'utopie n'est pas condamnée à rester à l'état d'imagination, car l'utopiste doit concrétiser l'utopie par la médiation d'une approche empirique des transformations matérielles des conditions d'existence. L'utopie ne connaît pas de limite temporelle, car le fait d'atteindre les objectifs d'une utopie ne mène pas à l'achèvement de l'Histoire. Le devenir est à jamais ouvert. L'auteur se pose par conséquent contre toute téléologie, et inscrit sa pensée de l'utopie dans une appréhension de l’histoire radicalement non-déterministe, ouverte à la créativité des hommes.
L'auteur s'inscrit ainsi dans la pensée marxiste qui fait de la philosophie un outil d'interprétation et de modification du monde, non-seulement des rapports sociaux et politiques, mais aussi de l'existence personnelle.  L'utopiste de Bloch, comme le philosophe de Marx, se doit de conjuguer à la fois la pensée et la pratique, l'utopie et l'action, afin d'avoir un impact sur son monde. Avec le Principe espérance, Bloch ouvre le futur à partir de l'utopie, empêchant une clôture du destin de l'humanité et de possibilité de fin de l'Histoire.

## Accueil

### Critique des marxistes
La publication de l'ouvrage cause une rupture entre Bloch et la doxa, la doctrine officielle du marxisme en RDA, qui considérait que le concept de conscience anticipante va à l'encontre de la stricte pensée marxiste du matérialisme. 
Il est aussi critiqué par Hans Jonas, qui répond à Bloch en rédigeant un essai appelé Le Principe Responsabilité, en 1979. Il critique le mysticisme de Bloch et qualifie sa pensée d'« eschatologie sécularisée et l’héritier de la religion ».
De même, Günther Anders, plus pessimiste et qui pense la catastrophe dans l'Histoire, critique sévèrement l'idée de Bloch selon laquelle on peut toujours déceler de l'espoir : « Persister à voir un “Principe Espérance” après Auschwitz et Hiroshima me paraît complètement inconcevable ».

### Héritage intellectuel
La pensée écosocialiste utopiste d'André Gorz s'inscrit dans la pensée de la conscience anticipante et de l'utopisme blochiens.